# Tim Kazurinsky
Timothy J. Kazurinsky, meglio conosciuto come Tim Kazurinsky (Johnstown, 3 marzo 1950), è un attore, comico e imitatore statunitense.
È noto per aver interpretato il poliziotto fifone ed occhialuto Sweetchuck, nella serie di film Scuola di polizia.

## Biografia
Kazurinsky è nato a Johnstown, in Pennsylvania. Suo padre, nato in America, era di origine polacca e sua madre era una sposa di guerra australiana. Trascorse la maggior parte della sua infanzia in Australia, dove frequentò la Birrong Boys High School. Quando aveva 16 anni, si è trasferito in America da solo. Ha completato la sua formazione, diplomandosi alla Greater Johnstown High School nel 1967.
Kazurinsky ha lavorato come giornalista per il Johnstown Tribune-Democrat, poi come copywriter per un grande magazzino di St. Louis, Missouri. Si è trasferito a Chicago e ha iniziato a lavorare per Leo Burnett Worldwide nel reparto pubblicità. Cercando di acquisire fiducia presentando presentazioni pubblicitarie, Kazurinsky si iscrisse a un corso di improvvisazione presso The Second City, dove divenne un membro della troupe sul palco principale nel 1978, affinando le sue doti di improvvisazione e recitazione sotto la guida di Del Close. Alla fine, Kazurinsky attirò l'attenzione del luminare del Saturday Night Live John Belushi che lo raccomandò all'allora produttore esecutivo dello show, Dick Ebersol. Ebersol rimase colpito da Kazurinsky e lo assunse come autore e membro del cast nel 1981.
Durante le sue tre stagioni su SNL, Kazurinsky divenne noto per l'interpretazione di numerosi personaggi e le imitazioni di celebrità. I membri dello show erano, tra gli altri, Eddie Murphy, Joe Piscopo, Julia Louis-Dreyfus e Mary Gross. Kazurinsky faceva parte del team di sceneggiatori dello show del 1984 nominato per un Primetime Emmy Award per l'eccezionale sceneggiatura in un programma musicale o di varietà. Ci sono state segnalazioni secondo cui si è spesso scontrato con Dick Ebersol riguardo alla direzione creativa dello spettacolo. Nel 1984 Kazurinsky lasciò SNL insieme a Piscopo.

## Personaggi ricorrenti su SNL
- Dr. Jack Badofsky, presunto redattore scientifico di Weekend Update, che ha presentato elenchi assurdi di nomi di malattie basati su giochi di parole divertenti. Jon Stewart ha fatto riferimento al personaggio in un segmento del Daily Show del 2011 che denunciava Herman Cain.  Il personaggio è stato nuovamente accennato in un episodio del 2016 de I Simpson quando il signor Burns esclama: "Il gioco di parole è per i cruciverba e i Kazurinsky!"
- Mr. Landlord da "Mr. Robinson's Neighborhood" con Eddie Murphy
- Padre Timothy Owens, un prete irlandese
- L'iguana, la metà maschile di una coppia irrimediabilmente stupida che non ha mai rivelato a sua moglie di essere un pericoloso avventuriero
- Havnagootiim Vishnuuerheer (pronunciato "Divertiti vorrei che tu fossi qui"), un "Maestro illuminato" indù che ha chiarito "Le grandi domande senza risposta dell'Universo"
- Wayne Huevos, un soave uomo d'affari latino-americano che è apparso su Weekend Update con idee su come ripulire New York City
- Worthington Clotman, il censore della rete residente di SNL, basato sul censore della rete nella vita reale Bill Clotworthy, che interrompeva gli schizzi e indicava materiale discutibile
- Madge The Chimp's Husband nella ricorrente soap opera "I Married a Monkey"

## Imitazioni di celebrità su SNL
- Mahatma Gandhi (in una parodia del trailer di un film chiamata "Gandhi and the Bandit")
- Billie Jean King
- Adolf Hitler
- Ozzy Osbourne
- Klaus Barbie
- Gary Hart
- Mo Howard
- Douglas Mac Arthur
- Deng Xiaoping
- Franklin Roosvelt
- Henry Thomas (nel ruolo del suo personaggio Elliott di ET the Extra-Terrestrial)
- Forrest Gregg

Kazurinsky ha avuto una piccola parte come fotografo nel film del 1980 di Christopher Reeve / Jane Seymour Somewhere in Time. Su insistenza del suo amico John Belushi, ha interpretato Pa Greavy nella commedia di Belushi / Aykroyd del 1981 Neighbours. Poco dopo aver lasciato Saturday Night Live, Kazurinsky ha co-scritto About Last Night... basato sull'opera teatrale di David Mamet, Sexual Perversity in Chicago. Il film è interpretato da Rob Lowe, Demi Moore e Jim Belushi ed è stato diretto da Edward Zwick. Un remake di About Last Night è stato pubblicato nel 2014 con protagonista il comico Kevin Hart. Kazurinsky ha interpretato l'agente Carl Sweetchuck in Scuola di polizia 2, 3 e 4.
Negli anni '90, Kazurinsky ha recitato in Married... with Children, Early Edition e Police Academy: The Series. Negli anni 2000, Kazurinsky ha scritto e recitato in serie comiche come Curb Your Enthusiasm, What About Joan?, Ancora in piedi e Secondo Jim. Nel 2001 ha scritto la sceneggiatura di Strange Relations, un film con Paul Reiser, George Wendt, Julie Walters e Olympia Dukakis. La sceneggiatura è stata nominata per un Writers Guild of America Award e un BAFTA. Kazurinsky ha interpretato un ruolo secondario nel film della Zombie Army Productions del 2011, The Moleman of Belmont Avenue, con Robert Englund.
Come attore teatrale, Kazurinsky è apparso nei panni di Felix in La strana coppia (accanto all'Oscar di George Wendt), Wilbur Turnblad in Lacca per capelli e Peter Quince in Sogno di una notte di mezza estate di William Shakespeare. Il lavoro di Kazurinsky nel teatro di Chicago è stato riconosciuto da due nomination al Joseph Jefferson Award. Nel febbraio 2014, Kazurinsky si è unito al primo tour nazionale del musical di successo Wicked nel ruolo di The Wizard, in sostituzione di John Davidson. Kazurinsky ha terminato la sua corsa nel marzo 2015 quando si è chiuso il First National Tour. Nel maggio 2015, Kazurinsky ha fatto il suo debutto a Broadway insiemeJim Parsons e Christopher Fitzgerald in una tiratura limitata della nuova commedia di David Javerbaum, An Act Of God, diretta da Joe Mantello tra maggio e agosto 2015 allo Studio 54.
Kazurinsky e George Wendt si sono riuniti durante l'autunno del 2015 nella prima mondiale della commedia di Bruce Graham, Funnyman al Northlight Theatre di Chicago. La produzione è stata diretta da BJ Jones.  Nel dicembre 2016, Kazurinsky è apparso nel ruolo di Frosch il carceriere nella produzione di Music Theatre Works dell'operetta Die Fledermaus di Johann Strauss II.
Kazurinsky è stata una delle poche persone a filmare l'ormai leggendaria performance improvvisata di Prince di Let's Go Crazy all'after party di SNL40 nel febbraio 2015. Il video è diventato virale dopo la morte di Prince nel 2016 ed è stato condiviso da numerosi media. 
Nel 2017, Kazurinsky ha interpretato il ruolo ricorrente del giudice Emerson in Chicago Justice della NBC ed è apparso come padre Timothy nella serie originale di Netflix, Easy.
Kazurinsky vive fuori Chicago con sua moglie, l'attrice di Broadway Marcia Watkins ( On Your Toes, A Chorus Line ). Kazurinsky ha una figlia, Zoe, e un figlio, Pete.

## Filmografia

### Cinema
- My Bodyguard (1980)
- Ovunque nel tempo (Somewhere in Time) (1980)
- Chiamami aquila (Continental Divide) (1981)
- I vicini di casa (Neighbors) (1981)
- Billions for Boris (1984)
- This Wife for Hire (1985)
- Scuola di polizia 2 - Prima missione (Police Academy 2: Their First Assignment), regia di Jerry Paris (1985)
- Scuola di polizia 3 - Tutto da rifare (Police Academy 3: Back in Training), regia di Jerry Paris (1986)
- A proposito della notte scorsa... (About Last Night...) (1986)
- Scuola di polizia 4 - Cittadini in... guardia (Police Academy 4: Citizens on Patrol), regia di Jim Drake (1987)
- Don, un cavallo per amico (Hot to Trot) (1988)
- Wedding Band (1989)
- Shakes the Clown (1991)
- The Cherokee Kid (1996)
- Plump Fiction (1997)
- The Silencer (1999)
- Poor White Trash (2000)
- Handicap Hunters (2001)
- Strange Relations (2001)
- Betaville (2001)
- Roll Bounce (2005)
- 8 of Diamonds (2006)
- I Want Someone to Eat Cheese With (2006)
- Stash (2007)
- Tapioca (2009)
- Ca$h (2010)
- Typing (2010)
- John Belushi: Dancing on the Edge (2010)
- Cash Game - Paga o muori (Cash), regia di Stephen Milburn Anderson (2010)
- The Return of Joe Rich (2011)
- Close Quarters (2012)
- Scrooge & Marley (2012)
- The Moleman of Belmont Avenue (2013)
- Thrill Ride (2016)
- Chicago Justice (2017)
- Hope Springs Eternal (2017)
- Alonso, the Dream and the Call (2017)
- Easy (2017)

### Sceneggiatura
Con Denise DeClue:
- Big City Comedy, 1980
- A proposito della notte scorsa... (About Last Night...), 1986
- Per gioco e... per amore (For Keeps), 1988
- The Cherokee Kid, 1996
- Relativity, 1996
- Saranno famosi a Los Angeles (Fame L.A.), 1997

Da solo:
- Saturday Night Live (1980-1984)
- Strange Relations (2003)
- La vita secondo Jim (According to Jim) (2005)

### Televisione
- Ultime dal cielo (Early Edition), 1 episodio, 1997
- Sposati... con figli (Married... with Children), 1 episodio

## Doppiatori italiani
Nelle versioni in italiano delle opere in cui ha recitato, Tim Kazurinsky è stato doppiato da:
- Vittorio Stagni in Ovunque nel tempo, Ultime dal cielo
- Sergio Di Giulio in  Scuola di polizia 3 - Tutto da rifare, Scuola di polizia 4 - Cittadini in... guardia
- Oreste Lionello in  Scuola di polizia 2 - Prima missione